# Herbert Lindblad
John Herbert Lindblad, född 5 september 1915 i Göteborg, död 3 december 1992 på samma ort, var en svensk man vars anonyma ljuddagböcker rönte uppmärksamhet efter hans död.
På en loppis 1993 hittade konstnären Peter Apelgren kassettband innehållande röstinspelningar från en mans ensamt företagna resor på 1970- och 1980-talen. Apelgren använde banden i en konstutställning, där besökarna fick lyssna på inspelningarna i hörlurar. Utställningen besöktes av Stefan Livh, som tillsammans med Tomas Tengby sände ett urval av inspelningarna i radioprogrammet Morgonpasset i Sveriges Radio P3 från och med 1994, under rubriken ”En svensk man på resa”. Mannen förblev anonym trots upprepade efterlysningar. Senare fick journalisten Peter Gropman tillgång till de totalt tio kassettbanden och kunde år 2021 fastställa Lindblads identitet.
Den 3 september 2021 hade podcasten Sveriges första podcast premiär där Peter Gropman systematiskt lyssnade igenom samtliga av Herbert Lindblads upphittade kassettbandsinspelningar tillsammans med inbjudna paneldeltagare.  
Tidigare samma år startade även filmatiseringen av dramadokumentären Kassettmannen, baserad på Herbert Lindblads röstinspelningar.